# Ronde van Catalonië 2015
De 95e editie van de Ronde van Catalonië (Catalaans: Volta a Catalunya) was een wielerwedstrijd die startte op 23 maart en eindigde op 29 maart 2015. De ronde maakte deel uit van de UCI World Tour 2015. De titelverdediger was de Spanjaard Joaquim Rodríguez; deze editie werd gewonnen door de Australiër Richie Porte. Van de 191 gestarte renners wisten er 119 de rittenkoers uit te rijden.

## Startlijst
Katjoesja
- 1.  Alberto Losada
- 2.  Giampaolo Caruso
- 3.  Edoeard Vorganov
- 4.  Sergej Tsjernetski
- 5.  Pavel Kotsjetkov
- 6.  Jegor Silin
- 7.  Yury Trofimov
- 8.  Anton Vorobjov

Tinkoff-Saxo
- 11.  Alberto Contador
- 12.  Ivan Basso
- 13.  Jesús Hernández
- 14.  Sérgio Paulinho
- 15.  Rafał Majka
- 16.  Michael Valgren
- 17.  Michael Rogers
- 18.  Robert Kišerlovski

BMC Racing Team
- 21.  Tejay van Garderen
- 22.  Samuel Sánchez
- 23.  Peter Stetina
- 24.  Darwin Atapuma
- 25.  Ben Hermans
- 26.  Amaël Moinard
- 27.  Dylan Teuns
- 28.  Manuel Senni

Movistar Team
- 31.  Alejandro Valverde
- 32.  Marc Soler
- 33.  Pablo Lastras
- 34.  Rubén Fernández
- 35.  José Joaquín Rojas
- 36.  José Herrada
- 37.  Rory Sutherland
- 38.  Winner Anacona

Team Sky
- 41.  Christopher Froome
- 42.  David Lopez Garcia
- 43.  Vasil Kiryjenka
- 44.  Richie Porte
- 45.  Nicolas Roche
- 46.  Kanstantsin Siwtsow
- 47.  Leopold König
- 48.  Wout Poels

Team Cannondale-Garmin
- 51.  Daniel Martin
- 52.  Ryder Hesjedal
- 53.  Janier Acevedo
- 54.  André Cardoso
- 55.  Thomas Danielson
- 56.  Joe Dombrowski
- 57.  Alex Howes
- 58.  Andrew Talansky

Ag2r-La Mondiale
- 61.  Romain Bardet
- 62.  Carlos Betancur
- 63.  Sébastien Minard
- 64.  Ben Gastauer
- 65.  Mikaël Cherel
- 66.  Hubert Dupont
- 67.  Pierre-Roger Latour
- 68.  Domenico Pozzovivo

Astana Pro Team
- 71.  Fabio Aru
- 72.  Miguel Angel López
- 73.  Mikel Landa Meana
- 74.  Paolo Tiralongo
- 75.  Dario Cataldo
- 76.  Davide Malacarne
- 77.  Tanel Kangert
- 78.  Diego Rosa

Etixx-Quick Step
- 81.  Rigoberto Urán
- 82.  David de la Cruz
- 83.  Carlos Verona
- 84.  Pieter Serry
- 85.  Petr Vakoč
- 86.  Gianluca Brambilla
- 87.  Maxime Bouet
- 88.  Julian Alaphilippe

FDJ
- 91.  Kenny Elissonde
- 92.  Jussi Veikkanen
- 93.  Alexandre Geniez
- 94.  Anthony Roux
- 95.  Olivier Le Gac
- 96.  Pierre-Henri Lecuisinier
- 97.  Kévin Reza
- 98.  Lorrenzo Manzin

IAM Cycling
- 101.  Jérôme Coppel
- 102.  Matteo Pelucchi
- 103.  Martin Elmiger
- 104.  Clément Chevrier
- 105.  Jarlinson Pantano
- 106.  Simon Pellaud
- 107.  Larry Warbasse
- 108.  Marcel Wyss

Lampre-Merida
- 111.  Rafael Valls
- 112.  Przemysław Niemiec
- 113.  Roberto Ferrari
- 114.  Jan Polanc
- 115.  Mattia Cattaneo
- 116.  Kristijan Đurasek
- 117.  Tsgabu Grmay
- 118.  Ilja Kasjavy

Lotto-Soudal
- 121.  Sander Armée
- 122.  Bart De Clercq
- 123.  Thomas De Gendt
- 124.  Gregory Henderson
- 125.  Boris Vallée
- 126.  Jurgen Van den Broeck
- 127.  Tosh Van der Sande
- 128.  Louis Vervaeke

Orica-GreenEDGE
- 131.  Christian Meier
- 132.  Ivan Santaromita
- 133.  Brett Lancaster
- 134.  Esteban Chaves
- 135.  Caleb Ewan
- 136.  Damien Howson
- 137.  Cameron Meyer
- 138.  Sam Bewley

Team Giant-Alpecin
- 141.  Luka Mezgec
- 142.  Warren Barguil
- 143.  Johannes Fröhlinger
- 144.  Lawson Craddock
- 145.  Carter Jones
- 146.  Georg Preidler
- 147.  Daan Olivier
- 148.  Tom Stamsnijder

TeamLottoNL-Jumbo
- 151.  George Bennett
- 152. —
- 153.  Laurens ten Dam
- 154.  Martijn Keizer
- 155.  Wilco Kelderman
- 156.  Steven Kruijswijk
- 157.  Nick van der Lijke
- 158.  Timo Roosen

Trek Factory Racing
- 161.  Haimar Zubeldia
- 162.  Fumiyuki Beppu
- 163.  Jasper Stuyven
- 164.  Matthew Busche
- 165.  Fábio Silvestre
- 166.  Calvin Watson
- 167.  Riccardo Zoidl
- 168.  Marco Coledan

Caja Rural-Seguros RGA
- 171.  David Arroyo
- 172.  Eduard Prades
- 173.  Sergio Pardilla
- 174.  Amets Txurruka
- 175.  Lluís Mas
- 176.  Carlos Barbero
- 177.  Ricardo Vilela
- 178.  Heiner Parra

Bretagne-Séché Environnement
- 181.  Jonathan Hivert
- 182.  Eduardo Sepulveda
- 183.  Armindo Fonseca
- 184.  Matthieu Boulo
- 185.  Benoît Jarrier
- 186.  Christophe Laborie
- 187.  Kévin Ledanois
- 188.  Florian Vachon

CCC Sprandi Polkowice
- 191.  Stefan Schumacher
- 192.  Adrian Honkisz
- 193.  Maciej Paterski
- 194.  Jan Hirt
- 195.  Marek Rutkiewicz
- 196.  Sylwester Szmyd
- 197.  Josef Cerny
- 198.  Branislaw Samojlaw

Cofidis
- 201.  Daniel Navarro
- 202.  Luis Ángel Maté
- 203.  Yoann Bagot
- 204.  Romain Hardy
- 205.  Rudy Molard
- 206.  Julien Simon
- 207.  Steve Chainel
- 208.  Loïc Chetout

Colombia
- 211.  Alex Cano
- 212.  Robin Bergman
- 213.  Edward Díaz
- 214.  Leonardo Duque
- 215.  Jonathan Paredes
- 216.  Walter Pedraza
- 217.  Cayetano Sarmiento
- 218.  Rodolfo Torres

Team Europcar
- 221.  Pierre Rolland
- 222.  Romain Sicard
- 223.  Perrig Quéméneur
- 224.  Julien Morice
- 225.  Bryan Coquard
- 226.  Jérôme Cousin
- 227.  Cyril Gautier
- 228.  Fabrice Jeandesboz

Wanty-Groupe Gobert
- 231.  Enrico Gasparotto
- 232.  Jérôme Baugnies
- 233.  Francis De Greef
- 234.  Tim De Troyer
- 235.  Jan Ghyselinck
- 236.  Marco Minnaard
- 237.  Yannick Eijssen
- 238.  Danilo Napolitano

## Uitslagen
| Etappe | Datum    | Start - Finish                   | Afstand | Type      | Winnaar            | Klassementsleider |
| ------ | -------- | -------------------------------- | ------- | --------- | ------------------ | ----------------- |
| 1      | 23 maart | Calella - Calella                | 191,1   | Heuvelrit | Maciej Paterski    | Maciej Paterski   |
| 2      | 24 maart | Mataró - Olot                    | 195     | Heuvelrit | Alejandro Valverde | Maciej Paterski   |
| 3      | 25 maart | Girona - Girona                  | 159,6   | Heuvelrit | Domenico Pozzovivo | Pierre Rolland    |
| 4      | 26 maart | Tona - La Molina                 | 191     | Bergrit   | Tejay van Garderen | Bart De Clercq    |
| 5      | 27 maart | Alp - Valls                      | 197     | Heuvelrit | Alejandro Valverde | Richie Porte      |
| 6      | 28 maart | Cervera - Port Aventura          | 197,7   | Heuvelrit | Sergej Tsjernetski | Richie Porte      |
| 7      | 29 maart | Barcelona - Barcelona (Montjuïc) | 123,5   | Heuvelrit | Alejandro Valverde | Richie Porte      |

## Eindklassementen
| Plaats | Naam               | Ploeg                  | Tijd      |
| ------ | ------------------ | ---------------------- | --------- |
|        | Richie Porte       | Team Sky               | 30u30'30" |
| 2      | Alejandro Valverde | Movistar Team          | + 4"      |
| 3      | Domenico Pozzovivo | AG2R La Mondiale       | + 5"      |
| 4      | Alberto Contador   | Tinkoff-Saxo           | + 7"      |
| 5      | Rigoberto Urán     | Etixx-Quick Step       | + 18"     |
| 6      | Fabio Aru          | Astana Pro Team        | + 27"     |
| 7      | Darwin Atapuma     | BMC Racing Team        | + 33"     |
| 8      | Rafael Valls       | Lampre-Merida          | + 43"     |
| 9      | Wilco Kelderman    | Team LottoNL-Jumbo     | + 1'09"   |
| 10     | Daniel Martin      | Team Cannondale-Garmin | + 1'35"   |
| 11     | Jarlinson Pantano  | IAM Cycling            | + 2'16"   |
| 12     | Sergio Pardilla    | Caja Rural-Seguros RGA | + 2'33"   |
| 13     | Esteban Chaves     | Orica-GreenEdge        | + 2'35"   |
| 14     | Giampaolo Caruso   | Katjoesja              | + 2'37"   |
| 15     | Steven Kruijswijk  | Team LottoNL-Jumbo     | + 2'42"   |
| 16     | Bart De Clercq     | Lotto-Soudal           | + 2'48"   |
| 17     | Warren Barguil     | Team Giant-Alpecin     | + 3'38"   |
| 18     | Gianluca Brambilla | Etixx-Quick Step       | + 4'00"   |
| 19     | Joeri Trofimov     | Katjoesja              | + 4'01"   |
| 20     | Amaël Moinard      | BMC Racing Team        | + 4'22"   |

| Plaats    | Naam             | Ploeg                  | Punten |
| --------- | ---------------- | ---------------------- | ------ |
| Rode trui | Thomas Danielson | Team Cannondale-Garmin | 88     |
| 2         | José Herrada     | Movistar Team          | 53     |
| 3         | Richie Porte     | Team Sky               | 44     |
|           |                  |                        |        |
| 13        | Bart De Clercq   | Lotto-Soudal           | 23     |
| 30        | Wilco Kelderman  | Team LottoNL-Jumbo     | 6      |

| Plaats | Naam            | Ploeg              | Tijd      |
| ------ | --------------- | ------------------ | --------- |
| 1      | Wilco Kelderman | Team LottoNL-Jumbo | 30u31'39" |
| 2      | Warren Barguil  | Team Giant-Alpecin | + 2'29"   |
| 3      | Dylan Teuns     | BMC Racing Team    | + 33'19"  |

| Ploegenklassement |                        |           |
| Plaats            | Ploeg                  | Tijd      |
|                   | BMC Racing Team        | 91u34'35" |
| 2                 | Team Sky               | + 1'46"   |
| 3                 | Team Cannondale-Garmin | + 6'44"   |

## Klassementenverloop
| Etappe      | Algemeen klassement | Bergklassement   | Puntenklassement | Jongerenklassement | Ploegenklassement |
| ----------- | ------------------- | ---------------- | ---------------- | ------------------ | ----------------- |
| 1           | Maciej Paterski     | Maciej Paterski  | Martijn Keizer   | Carlos Barbero     | Team Europcar     |
| 2           | Maciej Paterski     | Maciej Paterski  | Lluís Mas        | Wilco Kelderman    | Team Europcar     |
| 3           | Pierre Rolland      | Maciej Paterski  | Lluís Mas        | Wilco Kelderman    | Team Europcar     |
| 4           | Bart De Clercq      | Tom Danielson    | Lluís Mas        | Wilco Kelderman    | Team Sky          |
| 5           | Richie Porte        | Tom Danielson    | Lluís Mas        | Wilco Kelderman    | Team Sky          |
| 6           | Richie Porte        | Tom Danielson    | Lluís Mas        | Wilco Kelderman    | BMC Racing Team   |
| 7           | Richie Porte        | Tom Danielson    | Lluís Mas        | Wilco Kelderman    | BMC Racing Team   |
| Eindstanden | Richie Porte        | Thomas Danielson | Lluís Mas        | Wilco Kelderman    | BMC Racing Team   |

1911 · 1912 · 1913 · 1914-1919 · 1920 · 1921-1922 · 1923 · 1924 · 1925 · 1926 · 1927 · 1928 · 1929 · 1930 · 1931 · 1932 · 1933 · 1934 · 1935 · 1936 · 1937 · 1938 · 1939 · 1940 · 1941 · 1942 · 1943 · 1944 · 1945 · 1946 · 1947 · 1948 · 1949 · 1950 · 1951 · 1952 · 1953 · 1954 · 1955 · 1956 · 1957 · 1958 · 1959 · 1960 · 1961 · 1962 · 1963 · 1964 · 1965 · 1966 · 1967 · 1968 · 1969 · 1970 · 1971 · 1972 · 1973 · 1974 · 1975 · 1976 · 1977 · 1978 · 1979 · 1980 · 1981 · 1982 · 1983 · 1984 · 1985 · 1986 · 1987 · 1988 · 1989 · 1990 · 1991 · 1992 · 1993 · 1994 · 1995 · 1996 · 1997 · 1998 · 1999 · 2000 · 2001 · 2002 · 2003 · 2004 · 2005 · 2006 · 2007 · 2008 · 2009 · 2010 · 2011 · 2012 · 2013 · 2014 · 2015 · 2016 · 2017 · 2018 · 2019 · 2020 · 2021 · 2022 · 2023 · 2024
 Tour Down Under · 
 Parijs-Nice · 
 Tirreno-Adriatico · 
 Milaan-San Remo ·
 E3 Harelbeke ·
 Ronde van Catalonië ·
 Gent-Wevelgem ·
 Ronde van Vlaanderen ·
 Ronde van Baskenland ·
 Parijs-Roubaix ·
 Amstel Gold Race ·
 Waalse Pijl ·
 Luik-Bastenaken-Luik ·
 Ronde van Romandië ·
 Ronde van Italië ·
 Critérium du Dauphiné ·
 Ronde van Zwitserland ·
 Ronde van Frankrijk ·
 Clásica San Sebastián ·
 Ronde van Polen ·
/ Eneco Tour ·
 Vattenfall Cyclassics ·
 GP Ouest-France Plouay ·
 Grote Prijs van Quebec ·
 Ronde van Spanje ·
 Grote Prijs van Montreal ·
 UCI Ploegentijdrit ·
 Ronde van Lombardije